# عارض (شخص)
العارض أو العارضة (بالإنجليزية: Model)‏؛ هي أو هو الشخص الذي يعرض أشياء أو غيرها من المنتجات لأغراض الفن، الإعلان. وتشمل أنواع من النماذج الجذابة، الأزياء، منتجات التجميل واللياقة البدنية. ويمكن تصنيف العارض إلى عارض أزياء وعارض فني وعارض ترويجي وعارض طفل.